# Spur 0e

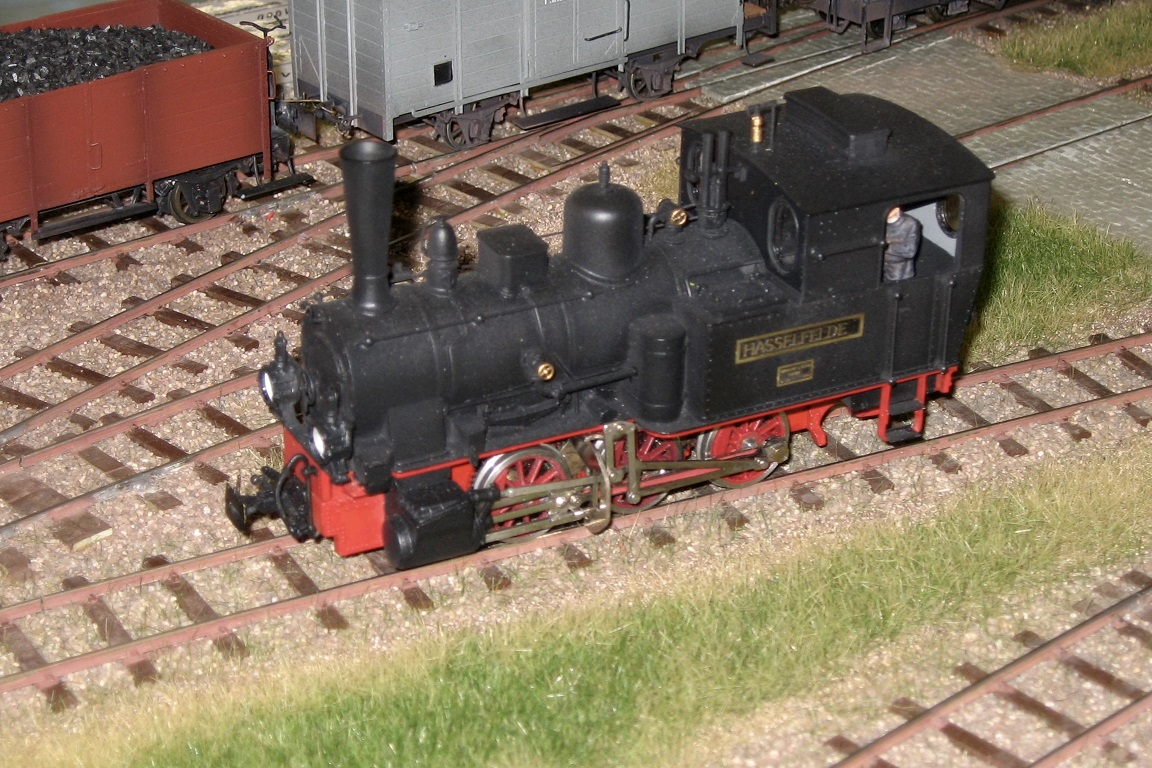
Schwarze Spur 0e Märklin MINEX Dampflokomotive, beim Vorbild eine Meterspurlokommotive, umgebaut für den Zweischienen-Zweileiter-Digitalbetrieb, an einem FREMO Treff in Stromberg, 2012

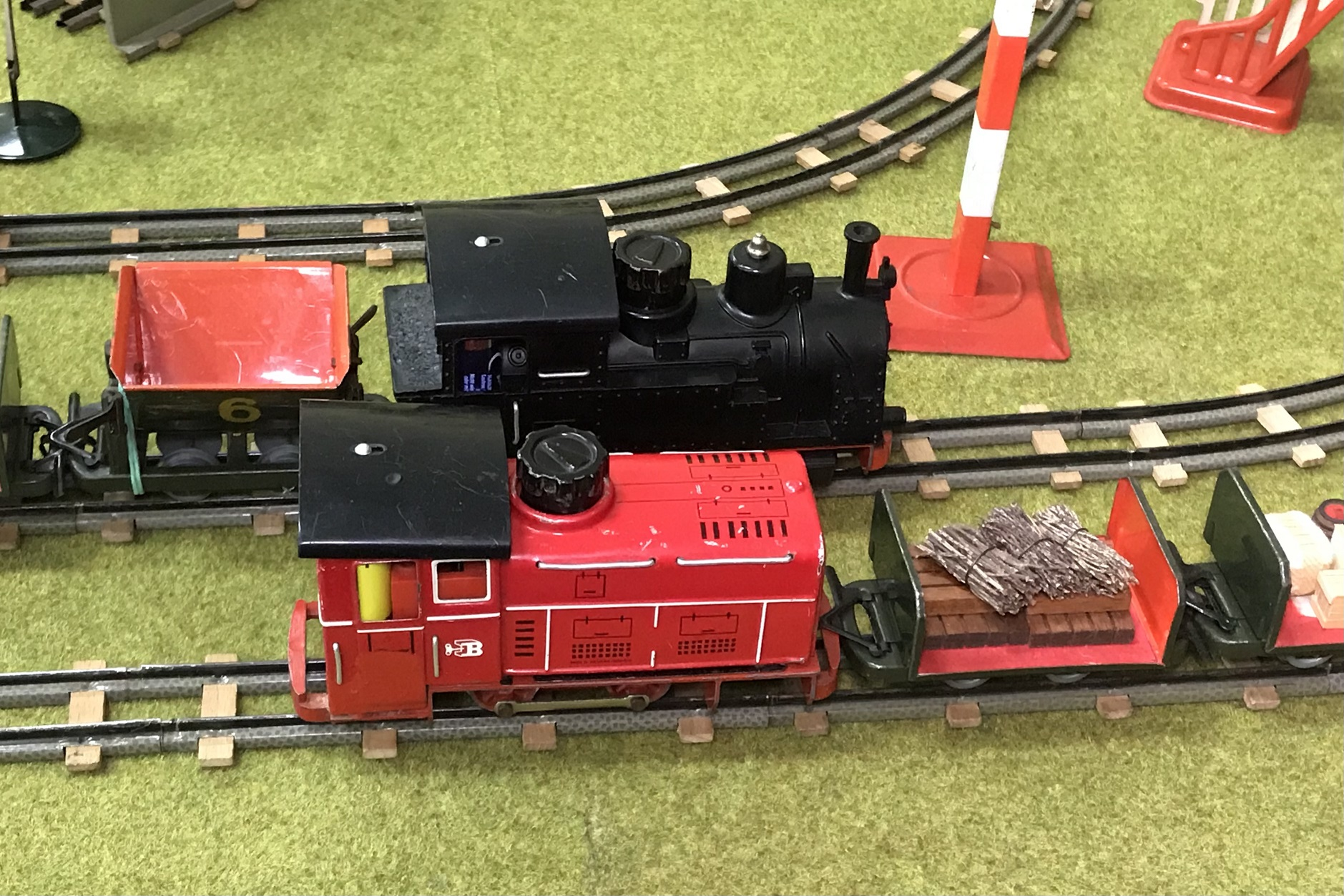
Billerbahn-Modelleisenbahnanlage an der NuSSA in Stadtoldendorf mit zwei mit Batterien betriebenen Lokomotiven, 2020

Die Spur 0e (gesprochen: Spur Null e) mit einer Modell-Spurweite von 16,5 mm ist eine in den Normen Europäischer Modellbahnen (NEM), den Normen des British Railway Modelling Standards Bureau (BRMSB), den Normen der National Model Railroad Association (NMRA) und weiteren Nationalen und Regionalen Normen, Richtlinien und Empfehlungen festgelegte Spurweite für Modelleisenbahnen zur Nachbildung von Schmalspurbahnen mit einer Vorbild-Spurweite von etwa 500 mm bis etwa 1100 mm in der Nenngröße 0. Der Buchstabe e im Begriff Spur 0e steht dabei für Engspur. Der Maßstab unterscheidet sich geschichtlich bedingt in den verschiedenen Regionen: In Kontinentaleuropa beträgt er 1:43,5 oder 1:45, in Großbritannien 1:43,5 und in Nordamerika 1:48.

## Spur 0-16,5, Spur 0e und Spur 0n30
Weltweit wurden und werden in der Modelleisenbahn-Szene Schmalspurbahnen der Nenngröße 0 mehrheitlich auf Gleisen mit einer Modellspurweite von 16,5 mm betreiben. Diese Gleise mit einer Modellspurweite von 16,5 mm haben ihren Ursprung in den Gleisen der Spur H0, die Märklin 1935 und American Flyer 1938 auf den Markt brachten, und dieselbe Modellspurweite haben.
Es ist weit verbreitet, dass auch Vorbildspurweiten anderer als in den Normen, Empfehlungen und Richtlinien vorgegebenen Vorbildspurweiten im Modell mit der Modellspurweite von 16,5 mm wiedergeben werden. Dies aus Gründen des umfangreichen Materials der Spur H0 bezüglich Gleisen und Fahrgestellen für Modellbauer. Somit wurden und werden auf der Modellspurweite von 16,5 mm aus pragmatischen gründen Modelleisenbahnanlagen und Modelleisenbahnfahrzeuge nach Vorbildspurweite von etwa 500 mm bis etwa 1100 mm realisiert. Dies beinhaltet beispielsweise die Vorbildspurweite von 600 beziehungsweise 610 mm für Feldbahnen und die Vorbildspurweite von 1000 mm für die Meterspur.
Aus Gründen einer regional bedingten unterschiedlichen Entwicklung haben Schmalspurbahnen der Nenngröße 0 auf einer Modellspurweite von 16,5 mm unterschiedliche Bezeichnungen.
Die Modelleisenbahner, die britische Vorbilder nachbilden, orientieren sich nach britischen Vorgaben und bezeichnen die Spur mit 0-16,5 oder im britischen Raum mit O-16.5 oder aber auch nur mit O16.5.
Die Modelleisenbahner, die kontinentaleuropäische Vorbilder nachbilden, orientieren sich nach kontinentaleuropäischen Vorgaben und bezeichnen die Spur mit 0e. Verschiedentlich aber zur bessern Unterscheidung, aus dem französischen Sprachraum kommend, auch mit 0-16,5 oder auch nur mit 016,5.
Die Modelleisenbahner, die amerikanische Vorbilder nachbilden, orientieren sich nach amerikanischen Vorgaben und bezeichnen die Spur mit 0n30, oder im amerikanischen Raum mit On30.

### Spur 0-16,5
In Großbritannien entstanden die ersten Spur 0-16,5 Fahrzeuge und Modelleisenbahn-Anlagen in den 1950er Jahren auf der Grundlage von Bauteilen der Spur 00, die wie die Spur H0 auch eine Modell-Spurweite von 16,5 mm hat, Fahrzeugmodellen und -gleisen.
Britische Modelleisenbahner haben auch den Vorteil ohne großen Aufwand auf flexiblen Gleise und Weichen der Englischen Firma Peco zurückgreifen zu können, die weltweit in der Modelleisenbahn-Szene die Schmalspurbahnen der Nenngröße 0 auf Gleisen mit einer Modellspurweite von 16,5 mm betreiben, bekannt geworden sind. Die ersten Teile des PECO 0-16.5 Sortiments von Gleis- und Rollmaterialbausätzen erschienen dabei Anfang 1978. Weitere Teile wurden in den nächsten 2-3 Jahren veröffentlicht und bildeten auch heute noch einen großen Teil des heutigen Sortiments.
Ergänzend zu Peco und Lionheart Trains bietet heute eine Reihe von kleinen Unternehmen vorwiegend Bausätze für Lokomotiven und Wagen aus Materialien wie Messing, Weißmetall, Kunststoff oder gelasertem Holz an.
Bei der Bezeichnung Spur 0-16,5 steht die Zahl 0 für die Nenngröße 0 und die von der Zahl 0 mit einem Bindestrich getrennte Zahl 16,5 für die Modellspurweite in mm.

### Spur 0e

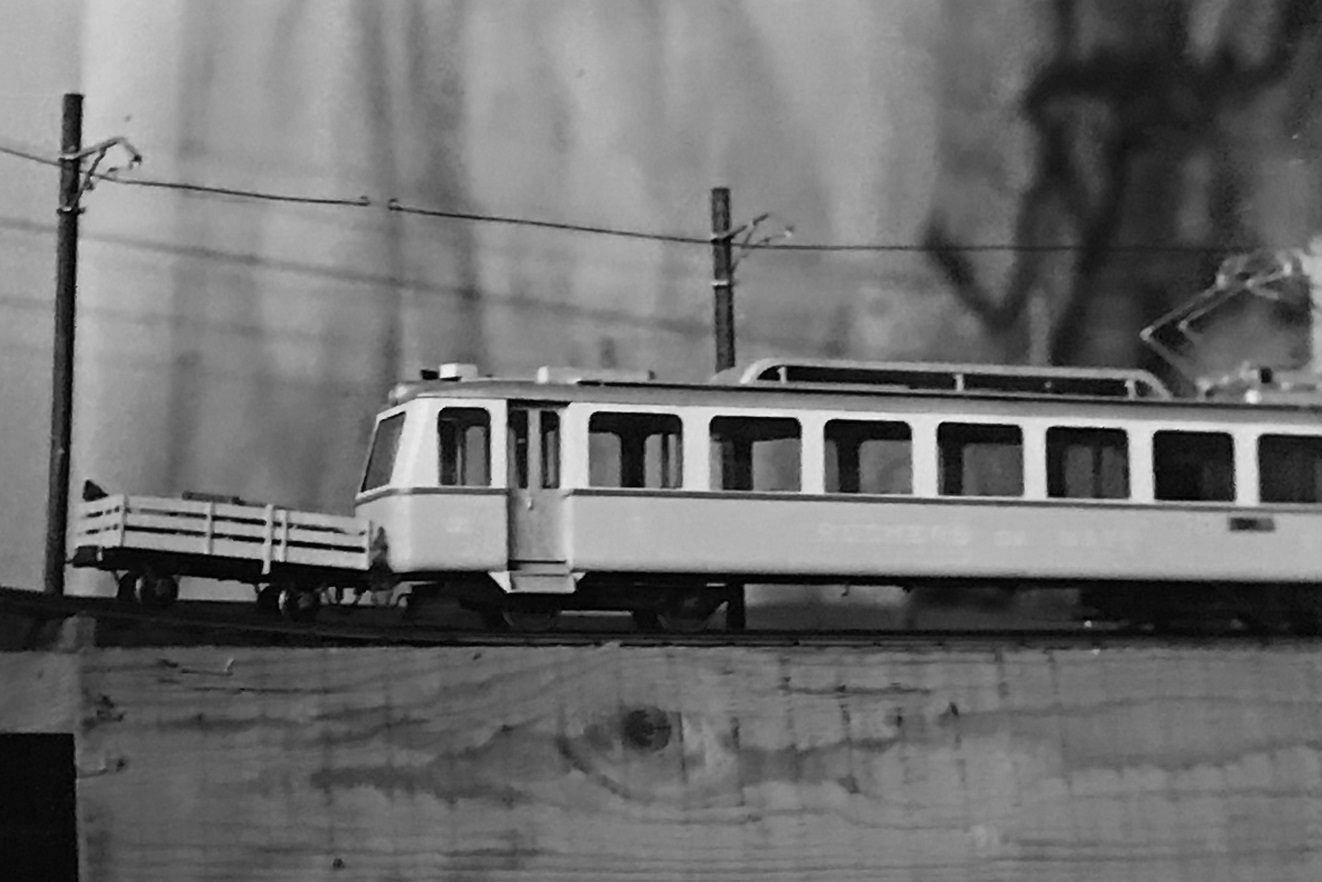
Mutmaßlich älteste bekannte Spur 0e Fahrzeuge im MCB kurz nach 1940. Zahnradbahnzug der GN

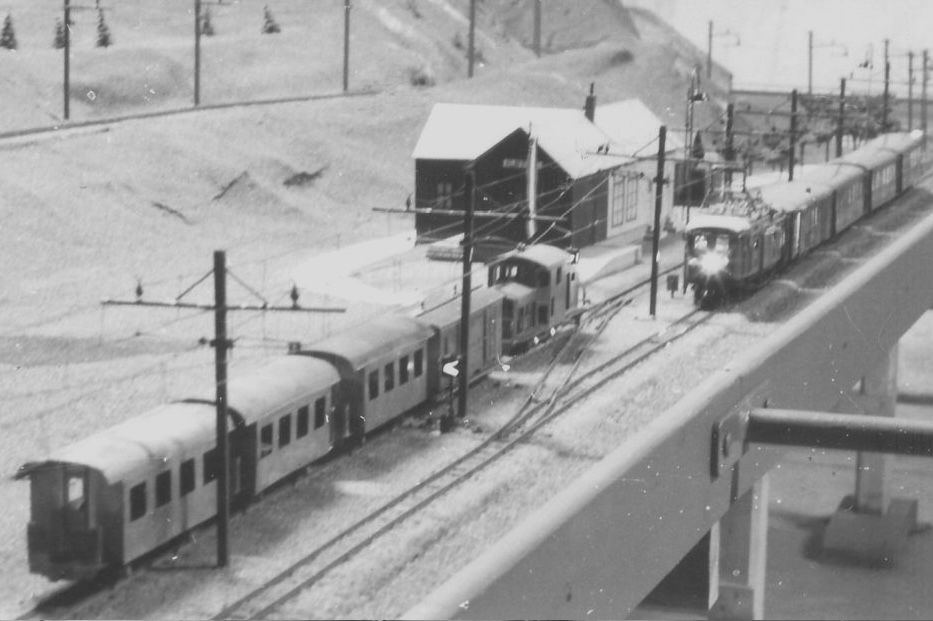
Ursprüngliche Spur 0e Modelleisenbahnanlage des Eisenbahnmodellbauklubs St. Pölten, Personenzüge mit Bahnhofsgebäude, mutmaßlich Ende der 1950er Jahre

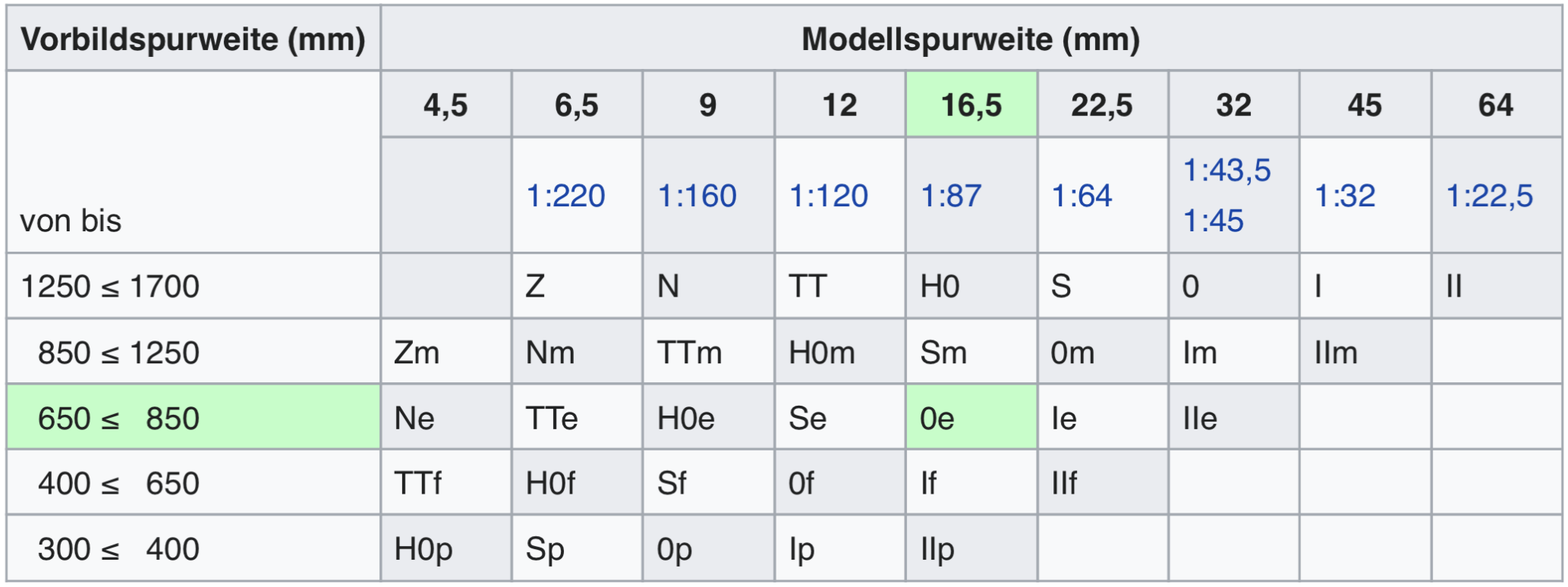
Spur 0e Spur 0-16,5, Engspur, Zusammenfassung der Vorbildspurweiten nach NEM 010 von 650 mm bis < 850 mm

Die Spur 0e fasst in Kontinentaleuropa die Vorbild-Spurweiten von 650 mm bis 850 mm zusammen.
Die mutmaßlich älteste dokumentierte Spur-0e-Schmalspurbahn im Modell ist die Zahnradbahn des Modelleisenbahnclubs Basel (MCB) in der Schweiz und lässt sich bis in das Jahr 1938 zurückverfolgen. Nur wenige Jahre nachdem Märklin die damalige Spur 00, heute Spur H0, mit einer Modellspurweite von 16,5 mm auf den Markt gebracht hatten. 1957 entstand eine weitere früh nachweisbare Spur 0e Modelleisenbahnanlage, die Vereinsanlage des Eisenbahnmodellbauklubs St. Pölten in Österreich nach dem Vorbild der Mariazellerbahn auf der Grundlage von Erfahrungen mit in den Jahren nach 1948 gebauten Fahrzeugmodellen. Die Zahnradbahn in Basel, die Schmalspurbahn in St. Pölten, wie auch die nachfolgende Billerbahn wurde anfänglich der Spur 00 zugeordnet. Dies, was Billerbahn betrifft, auch noch im Jahre 1956. Der Begriff Nenngröße 0 wie auch der Begriff Spur 0e existierte damals noch nicht.
Verschiedene Hersteller produzierten in der Folge Produkte für die Spur 0e nach kontinentaleuropäischen Vorbildern über einen längeren Zeitraum. So beispielsweise Billerbahn ab 1948, Märklin mit den Minex-Produkten von 1970 bis 1972, Fleischmann mit den Magic Train-Produkten ab 1992. Während Billerbahn ein eigenes Feldbahngleissystem anbot, vertrieben Märklin und Fleischmann ihre Schmalspurbahnfahrzeuge mit ihrem Gleissystem der Spur H0, das mit 16,5 mm dieselbe Modellspurweite hat wie die Spur 0e. Bei allen drei erwähnten Herstellern waren als Hauptkunden Kinder angedacht. Eine weitere ab 1948 industriell hergestellte Schmalspurbahn auf Gleisen mit einer Modellspurweite von 16,5 mm, ein Teil der Produkte der französischen Firma Allard, wird heute der Spur Sm zugeordnet.
Zusammen mit den ab 1992 produzierten Fleischmann Magic Train-Fahrzeugen für die Spur 0e haben die Produkte von Peco für die Spur 0-16,5 und Bachmann für die Spur 0n30 nicht nur in Deutschland eine größere Verbreitung gefunden (beide auch mit der Modellspurweite von 16,5 mm, entsprechend der Spur H0 und Spur 00). Dies führte dazu, dass bis heute eine Mehrheit der Meterspur- und Schmalspurbahnfahrzeuge in der Nenngröße 0 die Modellspurweite 16,5 mm verwenden, obschon Fleischmann die Produktion der Magic Train-Fahrzeuge für die Spur 0e zwischenzeitlich wieder aufgegeben hat. In Deutschland hat FREMO mit den Anlässen Sommer Sonne Stromberg in der Stadt Stromberg Entscheidendes dazu beigetragen, dass die Spur 0e bei Modell- und Modulbauern, auch dank der Verwendung von Produkten der Spur H0 und Spur 00, eine bis heute andauernde Kontinuität hat.

### Spur 0n30, ursprünglich Spur 0n2½
In den Vereinigten Staaten geht der Modellbau in der Spur 0n30, ursprünglich und lange Zeit als Spur 0n2½ bezeichnet, auf die 1950er Jahre zurück, wobei Räder und Fahrgestelle von Spur H0 Lokomotiven verwendet wurden. In den 1960er und 1970er Jahren wurde die Spur 0n30 durch die Publikationen von Modelleisenbahnern wie Gordon North populär. Da es in den Vereinigten Staaten jedoch nur wenige Eisenbahnen mit einer Spurweite von 762 mm (30 Zoll, 2½ Fuß beziehungsweise 2 Fuß 6 Zoll) gab, blieben die Modelleisenbahner in Nenngröße 0n30 im Vergleich zur Nenngröße 0n2 (entsprechend einer Modellspurweite von 12,7 mm und einer Vorbild-Spurweite von 3 Fuß beziehungsweise 610 mm) und 0n3 (entsprechend einer Modell-Spurweite von 19,1 mm und einer Vorbild-Spurweite von 3 Fuß beziehungsweise 914 mm) anfänglich in der Minderheit.
Ende 1998 brachte Bachmann Industries ein Modell einer bunten Schlepptender-Dampflokomotive in der Spur 0n30 für das Weihnachtsgeschäft auf den Markt. Da dieses Modell sehr preiswert war, wurde es schnell auch von den Modellbauern angenommen. Andere Hersteller folgten Bachmann in diesen Markt. Bachmann baute in der Folge sein Angebot aus. 0n30 galt in der Folge längere Zeit als das am schnellsten wachsende Segment des Modelleisenbahnmarktes in den Vereinigten Staaten.
Weitere Unternehmen lassen nicht nur für den US-amerikanischen Markt Fahrzeugmodelle herstellen. Mountain Model Imports (MMI) stellt beispielsweise Schlepptender-Dampflokomotiven der K-Klasse der Denver & Rio Grande Western Railroad aus Druckguss her, die auch für die Spur 0n3 erhältlich sind.
Viele Modellbauer der Vereinigten Staaten lassen sich grob in eine von zwei Gruppen einteilen:
Die ersten sind Modellbauer, die kein bestimmtes Vorbild nachbauen. Diese Modellbauer versehen beispielsweise Dampflokomotiven der Spur H0 mit neuen größeren Führerständen und anderen Merkmalen und verwandeln diese in Lokomotiven ohne konkretes Vorbild. Ein gängiger Begriff für diese Art Modellbau ist Freelance, auch als eine Art Antithese zum Präzisionsmodellbau der als Nietenzähler bezeichneten Hobbykollegen.
Die zweite Gruppe umfasst Modelleisenbahner, die sich amerikanischen Schmalspurbahnen, aber auch Bergbau- und Waldbahngesellschaften widmen. Modelleisenbahner die sich an diesen Vorbildern orientieren, entscheiden sich oft für Spur 0n30 anstelle der die Vorbildspurweite exakt wiedergebende Spur 0n2 und Spur 0n3 weil die Bauteile dazu kostengünstiger sind und weil es bereits kostengünstige Industriemodelle von Herstellern wie Bachmann Spectrum, Accucraft Trains und Broadway Limited gibt. Zudem können auch Einzelteile und Bausätze von Fahrzeugmodellen übernommen werden, die für die Spur 0n3 hergestellt werden.
Bei der Bezeichnung Spur 0n30 steht die Zahl 0 für die Nenngröße 0, der folgende Buchstabe n steht für den englischsprachigen Begriff von Schmalspur, nämlich Narrow Gauge, und die anschließende Zahl 30 für die 30 Zoll der Vorbildspurweite. In der alten Bezeichnung entspricht die Zahl 2½ den 2½ Fuß der Vorbildspurweite. Sowohl 30 Zoll als auch 0n2½ Fuß entsprechen demselben metrischen Maß von 762 mm.

## Maßstäbe und Bezeichnung
| Bild | Spur        | Bezeichnung | Modell-Spurweite | Vorbild-Spurweite effektiv (Auswahl)               | Verwendung der Vorbild-Spurweiten nach Norm | Bemerkung |
| --- | ----------- | ----------- | ---------------- | -------------------------------------------------- | ------------------------------------------- | --- |
| Gemäß dem British Railway Modelling Standards Bureau (BRMSB) für Großbritannien, es gilt der Maßstab 1:43,5, es sind die folgenden Vorbild-Spurweiten zugeordnet:                  |             |             |                  |                                                    |                                             | |
| | 0-16,5      | Schmalspur  | 16,5 mm          | 686 mm und 711 mm (2¼ und 2⅓ Fuß)                  |                                             | |
| Gemäß den Normen Europäischer Modellbahnen (NEM) für die Kontinentaleuropäischen Länder, es gilt der Maßstab 1:43,5 und 1:45, es sind die folgenden Vorbild-Spurweiten zugeordnet: |             |             |                  |                                                    |                                             | |
| | 0e (0-16,5) | Schmalspur  | 16,5 mm          | 600 mm, 610 mm, 750 mm, 760 mm, 800 mm und 1000 mm | von 650 mm bis < 850 mm                     | Eine Mehrheit der Feld-, Schmalspur- und Meterspur-Modellbahner in Europa nutzt die Spur 0e (0-16,5). Stichwort Frankreich, Benelux, Deutschland und Osteuropa. Verwendung finden sowohl das Zweileiter-Gleissystem wie auch das Mittelleiter-Gleissystem (Märklin). Auffallend viele Schmalspurbahn Modellbauer brauchen entgegen den NEM-Normen die Spur 0e zusätzlich für die Wiedergabe von Feldbahnen und Meterspurbahnen. |
| Gemäß den National Model Railroad Association (NMRA) für Nordamerika, es gilt der Maßstab 1:48, es sind die folgenden Vorbild-Spurweiten zugeordnet:                               |             |             |                  |                                                    |                                             | |
| | 0n30 (0n2½) | Schmalspur  | 16,5 mm          | 762 mm (2½ Fuß bzw. 30 Zoll)                       | 762 mm (2½ Fuß bzw. 30 Zoll)                | |

## Markennamen und Hersteller (Auswahl)

### Spur 0-16,5
Liste beinhaltet sowohl relevante Markennamen und Hersteller von Fertigprodukten, Bausätzen und Zubehör nach Britischen Vorbildern.
Aktuelle Markennamen und Hersteller
- Peco, seit 1978
- Lionheart Trains, seit 2007[9]

### Spur 0e
Liste beinhaltet sowohl relevante Markennamen und Hersteller von Fertigprodukten, Bausätzen und Zubehör nach kontinentaleuropäischen Vorbildern.
Aktuelle Markennamen und Hersteller
- KS-Modelleisenbahnen, in der Nenngröße 0 seit 1994.[10] Primär Bausätze von Fahrzeugmodellen und Zubehör von Wald- und Feldbahnen
- Märklin Lokomotive Emma aus dem Merchandise-Set zum Kinofilm Jim Knopf und Lukas der Lokomotivführer, seit 2018, etwa 1:50
- Weinert Modellbau[11] Primär Bausätze, Zurüsteile und Zubehör nach deutschem Vorbild
- HAPO,[12] umgangssprachlich auch als HAPO-Bahn bezeichnet. Feldbahnmodelle und Zubehör primär nach Deutschen Vorbildern aber auch der Dienstbahn der Internationalen Rheinregulierung

Ehemalige Markennamen und Hersteller
- Billerbahn, 1948 bis 1977
- Märklin Minex, 1970 bis 1972, 1:45[13] Ausschließlich Modelle von baden-württembergischen Meterspur-Fahrzeugen
- Fleischmann Magic Train, 1992 bis 2008

### Spur 0n30
Liste beinhaltet sowohl relevante Markennamen und Hersteller von Fertigprodukten, Bausätzen und Zubehör nach Amerikanischen Vorbildern.
Aktuelle Markennamen und Hersteller
- Bachmann, seit 1998, Amerikanische Fahrzeugmodelle und Zubehör
- Mountain Model Imports (MMI), Amerikanische Fahrzeugmodelle

## Bezeichnungen
In Nordamerika, teilweise auch in England, wird für die Bezeichnung der Nenngröße oder der Spur vielfach der Buchstabe O statt der Zahl 0 verwendet.
In den USA ist auch die Bezeichnung 1/4 inch scale und in Großbritannien der Ausdruck 7 mm gauge üblich.
In Großbritannien ist die Bezeichnung für die Schmalspurbahnen uneinheitlich. In diesem Artikel wird die Schreibweise einheitlich wie folgt angewendet: 0 für die Nenngröße, Minuszeichen für die Trennung zur Modell-Spurweite, Komma als Trennzeichen der Dezimalstelle in der Zahl der Modellspurweite. Beispiel: 0-16,5.